# 水田畈遗址
水田畈遗址，位于浙江省杭州市拱墅区，半山火车站的南面，分东西两区，每区约2000平方米。杭州大学历史系于1958年8月发现，联合浙江文物管理委员会于1958年9月和1959年8月进行了两次发掘。

## 发现
揭露面积270平方米，发现灰坑6个，居址1处和墓葬3座。出土了大量陶器石器，以及木器和植物种子。
遗址堆积层时间跨度较大，分上下两个文化层。
上文化层以印纹陶、釉陶居多，时代从春秋至战国末期。
下文化层以夹砂陶，农业工具石器为主，年代为新石器时代末期。与钱山漾遗址下文化层类似，属于良渚文化晚期类型。

## 水田畈遗址公园
公园位于拱墅区智慧网谷小镇客厅旁的广场。内有青铜雕塑，以四个新石器时代先民呈现丰收、远眺、暮炊等场景，夯土墙上嵌有陶器、船桨、渔网、玉器等生活用品。